# Proletários de todos os países, uni-vos!
O slogan político "Proletários de todos os países, uni-vos!" (no seu original alemão Proletarier aller Länder, vereinigt euch!), um dos mais famosos gritos de protesto do socialismo, vem do Manifesto Comunista (1848) de Karl Marx e Friedrich Engels. A versão popular do slogan é "Trabalhadores do mundo, uni-vos!", e, ainda, há "Trabalhadores do mundo, uni-vos, vós não tendes nada a perder a não ser vossos grilhões", misturando as três últimas frases do Manifesto Comunista. Uma variação desta frase ("Trabalhadores de todas as terras, uni-vos") está escrita no túmulo de Marx.
A máxima socialista foi adotada como lema da então União das Repúblicas Socialistas Soviéticas, dissolvida no final de 1991.